# Far Cry (serie)
Far Cry es una serie de videojuegos de acción en primera persona creada por Crytek y distribuido por Ubisoft. El primer juego de la serie fue Far Cry, desarrollado en Alemania por Crytek y distribuido por Ubisoft en 2004 para Microsoft Windows. Debido al éxito que obtuvo se desarrollaron varias secuelas con el mismo título: Far Cry 2, Far Cry 3, Far Cry 4, Far Cry 5 y Far Cry 6. También se han lanzado expansiones e historias alternas como: Far Cry Instincts, Far Cry 3: Blood Dragon, Far Cry Primal y Far Cry New Dawn.
Far Cry ha sido conocido por llevar al jugador a explorar lugares exóticos, desde islas tropicales hasta zonas desérticas. La serie se caracteriza por ofrecer una experiencia en primera persona combinada con mundo abierto.

## Serie principal

### Far Cry (2004)
La historia se centra en Jack Carver, un soldado retirado de las fuerzas especiales que vive en el archipiélago de Micronesia. Su trabajo consiste en alquilar botes, pero es contratado por una periodista para conocer y explorar la región. Durante la exploración, Jack intentará desbaratar los planes de unos mercenarios y rescatar a la periodista secuestrada.

### Far Cry 2 (2008)
El argumento se centra en "El Chacal", un proveedor de armas que ha logrado que dos facciones de África entren en guerra constante. El jugador asume el papel de un mercenario, que llega a dicho estado con la misión de eliminar al Chacal, el vendedor de armas que ha estado vendiendo armas a las dos facciones enfrascadas en el conflicto. El jugador debe lograr su objetivo haciendo lo que sea necesario, aunque haya sucumbido a la inmoralidad de las facciones en conflicto y al mismo Chacal. El jugador, afectado por la malaria, debe realizar una serie de misiones para ambas facciones individualmente y en ocasiones respaldado por colegas. A lo largo del camino se descubrirán complots y el jugador tendrá que sobrevivir a las continuas guerras y emboscadas.

### Far Cry 3 (2012)
La historia se centra en Jason Brody. Él y sus amigos realizan un viaje turístico a las islas del Pacífico, hasta que son secuestrados por unos piratas, mercenarios y criminales que toman el control de las islas. Su líder es Vaas Montenegro. Con la ayuda de los habitantes locales, Jason deberá recorrer la Senda del Guerrero, un camino que le permitirá abrirse paso contra sus enemigos y rescatar a sus amigos.

### Far Cry 4 (2014)
Se sitúa en Kyrat, un país ficticio del Himalaya. Ajay Ghale regresa a su tierra natal para liberar las cenizas de su madre. Durante el trayecto, se ve atrapado en una guerra entre bandas. Pagan Min se autoproclama el rey del país, lo que obligará a Ajay a derrocar este y liberar al pequeño estado de la tiranía y la opresión.

### Far Cry 5 (2018)
El juego tiene lugar en Montana, Estados Unidos, donde un culto radical conocido como La Puerta del Edén, toma el control de las comunidades rurales. El jugador se pone en el papel de Junior Deputy, puedes cambiarle el género y la apariencia.

### Far Cry 6 (2021)
En esta edición, el juego se desarrolla en una isla caribeña ficticia llamada Yara, la cual es gobernada por el dictador Antón Castillo, quien cría a su hijo Diego para que éste siga sus pasos al frente del régimen. En el juego encarnaremos en Dani Rojas, un guerrillero que tratará de derrocar a Antón y así liberar al país de la dictadura. Al igual que en el spin-off "New Dawn", en esta edición podemos elegir el género -ya sea masculino o femenino- de nuestro personaje, Dani Rojas. El juego fue lanzado el día 7 de octubre de 2021 para consolas de octava y novena generación.

## Spin-offs

### Far Cry Instincts (2005)
Desarrollado y publicado por Ubisoft para la consola Xbox, Similar al juego de PC anterior Far Cry. Sin embargo, el modo de juego no es tan abierto como el anterior. Esto se compensa mediante la inclusión de un modo multijugador adicional a través del servicio Xbox Live, junto con nuevas habilidades (feral powers) y un modo de creación de mapas que permite al usuario crear sus propios mapas para el modo multijugador. El lanzamiento se había previsto para las consolas PlayStation 2 y Nintendo GameCube, sin embargo, por razones desconocidas, nunca fue llevado a cabo.

### Far Cry Instincts: Evolution (2005)
Una secuela para Far Cry Instincts, fue publicado para Xbox el 27 de marzo de 2006. Evolution incluye una nueva campaña para un solo jugador, aunque es considerablemente más corta que la que se encuentra en Far Cry Instincts. El juego también incluye nuevas armas y vehículos, así como una expansión para el modo de creación de mapas y un modo multijuagador extra. Los mapas que se crean en la versión de Xbox de "Instincts" no se pueden transferir a la versión de Xbox 360.

### Far Cry Instincts: Predator (2006)
Far Cry Instincts: Predator, es un título de Xbox 360, fue publicado el mismo día que Evolution. Incluye una versión mejorada de los gráficos de Far Cry Instincts y Evolution.
Contaba con el creador de mapas en el que el jugador puede crear sus mapas para el modo multijugador. Los personajes en el juego en línea son básicamente clones de Jack Carver pero estos se pueden editar; el personaje aún mantiene el tatuaje de "Karma" en su brazo de tiro.

### Far Cry Vengeance (2006)
El juego comienza con Carver, el protagonista, en un bar, cuando una mujer llamada Kade le pregunta a su encuentro después. Él está de acuerdo, pero es detenido antes de que pueda reunirse con ella. Mientras estaba en prisión, se entera de que Kade está trabajando con un grupo de rebeldes. Pronto se escapa mientras que un hombre con una velocidad sobrenatural llamado Semeru ataca la comisaría. Carver finalmente cumple Kade en la playa.
Ella lo lleva a una isla donde los rebeldes pidieron Kade realizar una ejecución de pistola. En medio de esta misión, los rebeldes se convierten en ella y Carver. Escapan de los rebeldes, y gran parte del tiempo después de que se gasta atacar a los rebeldes.
Más tarde, Kade es capturado por Semeru, que planea llevarla de vuelta a la base rebelde. Carver trata de detenerlo, pero es detenido por un gran número de rebeldes. Él huye por el bosque y se encuentra con un hombre llamado Kien Do, quien pide la ayuda de Carver contra los rebeldes. Él está de acuerdo.
Después de varias batallas con los rebeldes, Kien Do es capturado por las fuerzas rebeldes. Carver los persigue a la principal base rebelde, donde encuentra Kien Do a los pies de la montaña de la base se asienta sobre, muerto y ensangrentado. Carver sube a la montaña, luchando contra soldados rebeldes en el camino. Cuando llegue a la base, se encuentra Semeru y Kade, que Carver se entera está trabajando con Semeru. Carver logra derrotar Semeru, y luego Kade. 

### Paradise Lost (2007)
Paradise Lost es un juego arcade tipo Matamarcianos de Far Cry Instincts desarrollado por Global VR y publicado por Ubisoft en 2007.

### Far Cry 3: Blood Dragon (2013)
El juego toma lugar en un mundo abierto, una isla retrofuturista repleta de maldad, en la que como jugadores, encarnaremos el papel del Cyborg con ojo biónico, el sargento Rex Power Colt.

### Far Cry Primal (2016)
Desarrollado por ubisoft como las anteriores entregas.
En Far Cry Primal, Encarnaremos Takkar, miembro de la tribu Wenja (Nuestro personaje),  intenta sobrevivir y reconstruir una aldea después de que un tigre dientes de sable matara a sus aliados.
Durante el Juego Conoceremos a un chamán que nos dara la habilidad de domesticar a cualquier animal salvaje que encontremos como a su vez a muchos otros aliados los cuales nos van a ir otorgando distintas herramientas y habilidades con las cuales vamos a poder sobrevivir correctamente en la tierra de Oros.

### Far Cry New Dawn (2019)
Desarrollado principalmente por Ubisoft Montreal, el videojuego toma lugar tras uno de los finales de Far Cry 5. La historia se ambienta en el pueblo de Hope County luego de su destrucción a causa de bombas nucleares. 17 años después de este suceso, los supervivientes intentan reconstruir la comunidad, pero se ven amenazados por un grupo llamado Highwaymen. En el juego Encarnaremos en un miembro de Rush de nombre desconocido que es el Capitán de Seguridad al cual podemos elegir su tipo de cuerpo y Género ya sea Masculino o Femenino el cual hará todo lo posible por eliminar todo el rastro de los Highwaymen liderados por dos hermanas mellizas Mickey y Lou.

## Película
En 2007 comenzó la producción de Far Cry, la película basada en el videojuego de Ubisoft que fue dirigida por Uwe Boll y protagonizada por Udo Kier, Til Schweiger como Jack Carver, Ralf Möeller y Emmanuelle Vaugier. Fue rodada en Canadá y estrenada el 2 de octubre de 2008 en Alemania.